# O Desenvolvimento do Capitalismo na Rússia
O Desenvolvimento do Capitalismo na Rússia é uma obra econômica escrita por Lenin quando estava exilado na Sibéria. Foi publicado em 1899 sob o pseudônimo de "Vladimir Ilyin". Estabeleceu sua reputação como um importante teórico marxista.

## Conteúdo
Lenin atacou a reivindicação Populista (Narodnik) de que a Rússia poderia evitar a fase do capitalismo e que a comuna rural poderia servir de base para o comunismo. Em vez disso, argumentava que as comunas rurais já haviam sido aniquiladas pelo capitalismo e as estatísticas mostraram até que o feudalismo já estava morrendo na Rússia. Lenin observou o crescimento de um mercado nacional de bens na Rússia substituindo os mercados locais, a tendência do crescimento de culturas de rendimento em vez de depender da agricultura de subsistência e um crescimento da propriedade individual em detrimento da propriedade comunal. Observou também o crescimento da divisão de classes entre os camponeses com uma divisão crescente entre uma burguesia rural de terra e um proletariado rural sem-terra, em sua maioria, recrutado de um campesinato médio decrescente. Viu uma comunidade de interesse entre o proletariado rural e urbano e a possibilidade de uma aliança operária camponesa contra os representantes do capital.